# الاهجام (السياني)

تعديل مصدري - تعديل

الاهجام محلة تابعة لقرية العداري، التابعة لعزلة هدفان بمديرية السياني إحدى مديريات محافظة إب في الجمهورية اليمنية، بلغ تعداد سكانها 26 حسب تعداد اليمن لعام 2004.